# Płetwonurek

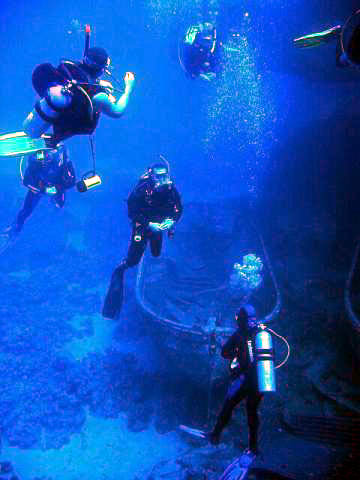
Płetwonurkowie

Płetwonurek (ang. Scuba diver) – nurek wyposażony w sprzęt nurkowy składający się z butli ze sprężonym do ponad 200 barów gazem (butla nurkowa), automatu oddechowego, płetw, obciążników i maski do nurkowania. Płetwonurek w przeciwieństwie do nurka klasycznego może swobodnie poruszać się w toni wodnej za pomocą płetw i umieszczonej zwykle na plecach butli sprężonego gazu do oddychania oraz odpowiedniej wyporności uzyskanej dzięki właściwemu doborowi wymiennych, najczęściej ołowianych obciążników. W czasach obecnych płetwonurek korzysta także z dodatkowego sprzętu tj. BCD (ang. Buoyancy Control Device) o niezbyt szczęśliwej polskiej nazwie "kamizelka ratunkowo-wypornościowa", skafandrów pozwalających na utrzymanie komfortowej temperatury ciała (suche, półsuche oraz mokre tzw. pianki) i komputerów nurkowych, które w chwili obecnej są wręcz nieodzowne do nowoczesnego nurkowania, zastępując tabele nurkowe i żmudne obliczenia. Nurkowie-amatorzy są zrzeszeni w wielu między- lub narodowych organizacjach nurkowych, które zapewniają szkolenia oraz wydają certyfikaty umiejętności niezbędne do wypożyczenia  sprzętu do nurkowania czy też uczestnictwa w nurkowaniach organizowanych. Najbardziej popularne międzynarodowe organizacje nurkowe to SSI i PADI. Popularnym sportem (w odróżnieniu od scuba divingu, który właściwie sportem nie jest) stał się freediving, czyli nurkowanie bez aparatu oddechowego, wymagające odpowiedniego treningu i kondycji fizycznej oraz snorkeling polegający na obserwacji świata podwodnego przez osobę pływającą po powierzchni wody i używającej maski, chrapy oraz często płetw.

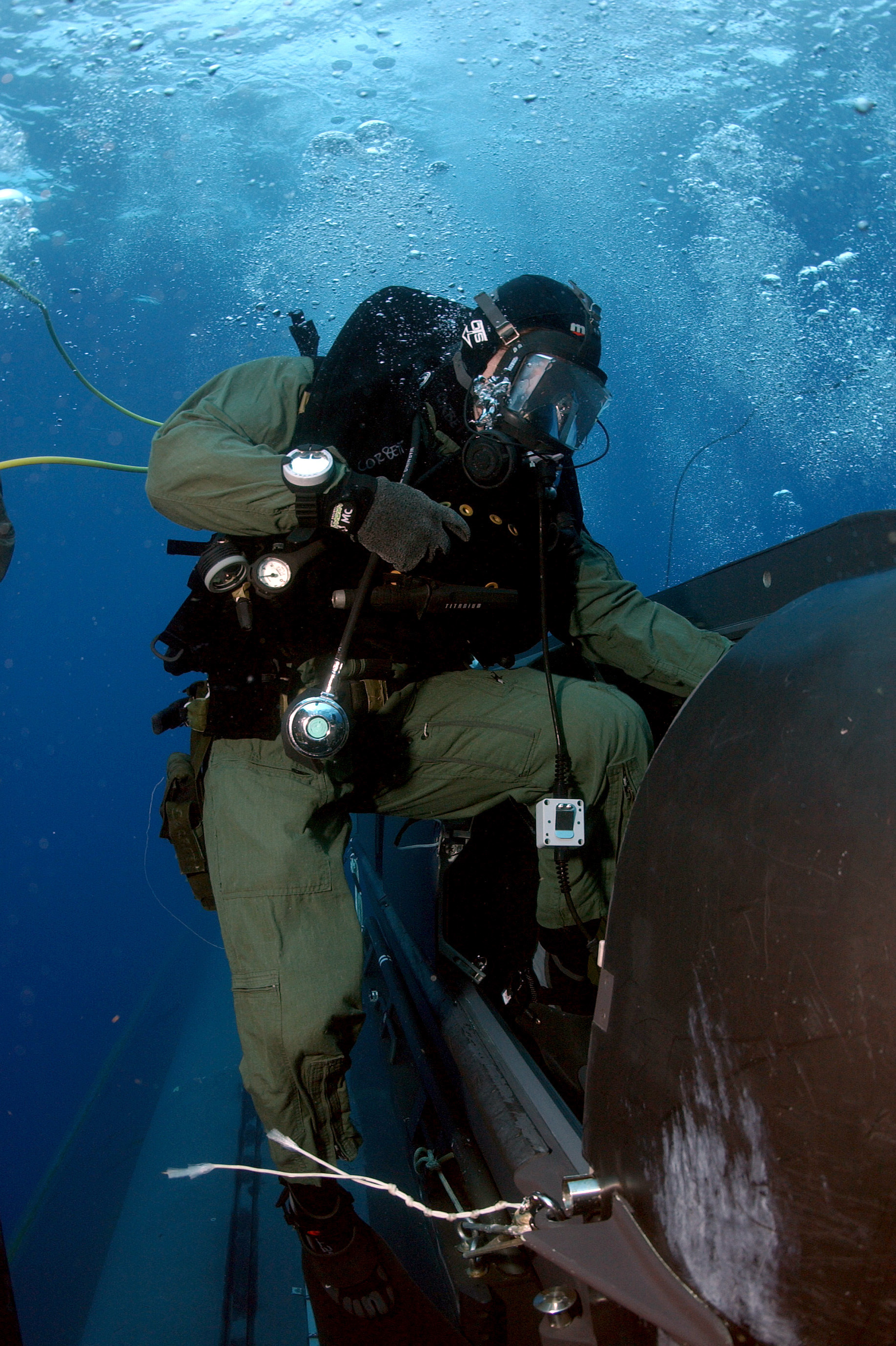
Płetwonurek US Navy SEALs